# Shindand
Shīnḍanḍ (in pashtu شين ډنډ, "laghetto verde"; in persiano شيندند‎) è una città dell'Afghanistan, situata nella parte occidentale del paese all'interno della provincia di Herat e capoluogo dell'omonimo distretto.

## Storia antica
Storicamente parte della regione del Grande Khorasan, corrisponde alla città medioevale di Asfizar o Isfizar, posta sulla strada principale tra Herat e il Sistan. È situata a un'altitudine di 1082 metri, sulla sponda sinistra del fiume, sulla parte settentrionale della Vallata del Zirko (nota per essere una delle principali aree di coltivazione del papavero, circa 150 chilometri a sud di Herat, nella provincia omonima.

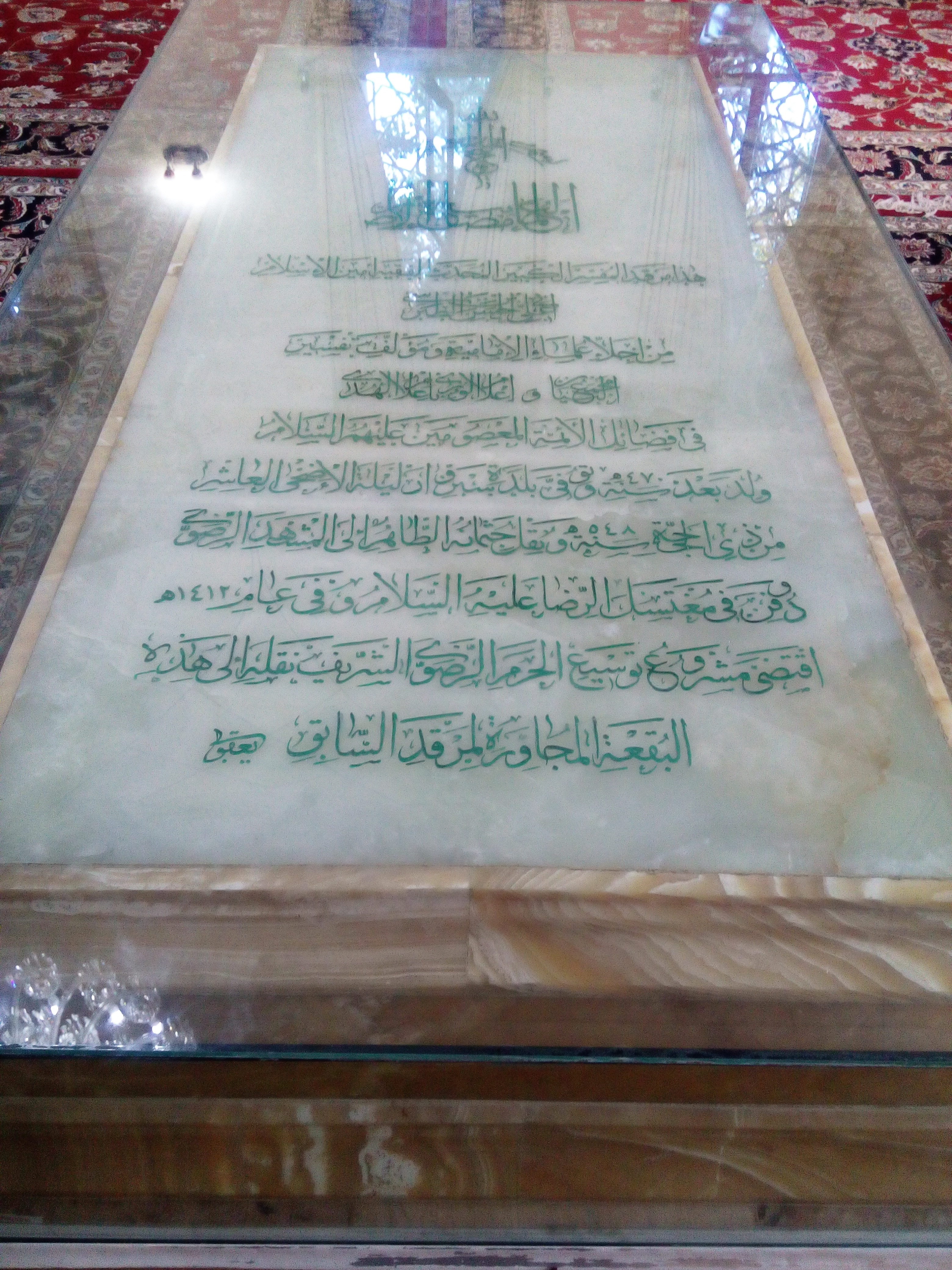
Lapide tombale di Ṭabarsī all'interno del santuario-moschea dell'Imam ʿAlī al-Riḍā a Mashhad.

In antico era chiamata Sabzawār (in persiano سبزوار‎), edificata nelle immediate vicinanze di Bayhaq. Le dimensioni e l'importanza della città furono assai maggiori di quelle attuali, e ciò è testimoniato indirettamente anche dai resti di un'imponente fortezza, i cui lati misurano tra i 183 e i 229 metri.
Abbandonata dalla popolazione, la città decadde e oggi si presenta come punto di riferimento per un gruppo di villaggi discretamente prosperi, con un bazar in cui operano circa 500 botteghe, mentre le pianure circostanti sono coltivate intensivamente dagli afghani Nurzai Durrani, mentre ogni villaggio è protetto da un suo proprio fortino in terra battuta.
Il tramonto di Sabzawār dipese dalla coinquista nel XIV secolo di Tamerlano.

Irritato dalla resistenza offerta dalla città, il sovrano turco-mongolo ammassò 2.000 prigionieri, uno accanto all'altro, e, ancora vivi, li murò letteralmente con mattoni e malta, formando così un'agghiacciante specie di minareto.
Da quel momento, la città (quasi del tutto spopolata) non riprese mai più la sua passata grandezza.
Nel XII secolo a Sabzawār visse e morì il dotto imamita Amīn al-Dīn (o Amīn al-Islām) Abū ʿAlī al-Faḍl b. al-Ḥasan al-Ṭabrisī (o Ṭabarsī).
Gli abitanti parlano prevalentemente il pashto, ma è ampiamente diffuso anche il dari e, in minor misura, il tagiko.

## Epoca moderna
Nel 1979 la cittadina - costruita sulle rovine di Sabzawāri e assunto il nome di Shīnḍanḍ - fu occupata dalle truppe sovietiche nell'ambito della guerra in Afghanistan. Esse costruirono a poca distanza dal centro abitato un vasto complesso militare comprendente anche un aeroporto: il quartier generale della 5ª Divisione motorizzata sovietica, responsabile per le operazioni nell'Afghanistan occidentale, era situato all'interno di questo complesso.
Dopo la ritirata delle forze sovietiche nel 1989 la città conobbe un periodo di anarchia, fino alla conquista da parte dei talebani nel 1997. Riconquistata dalle truppe statunitensi nel 2004, fu inserita nel Regional Command West e dal suo aeroporto operarono sia reparti del ricostituito esercito afghano sia truppe della missione ISAF provenienti dal contingente italiano.